# Motorradständer

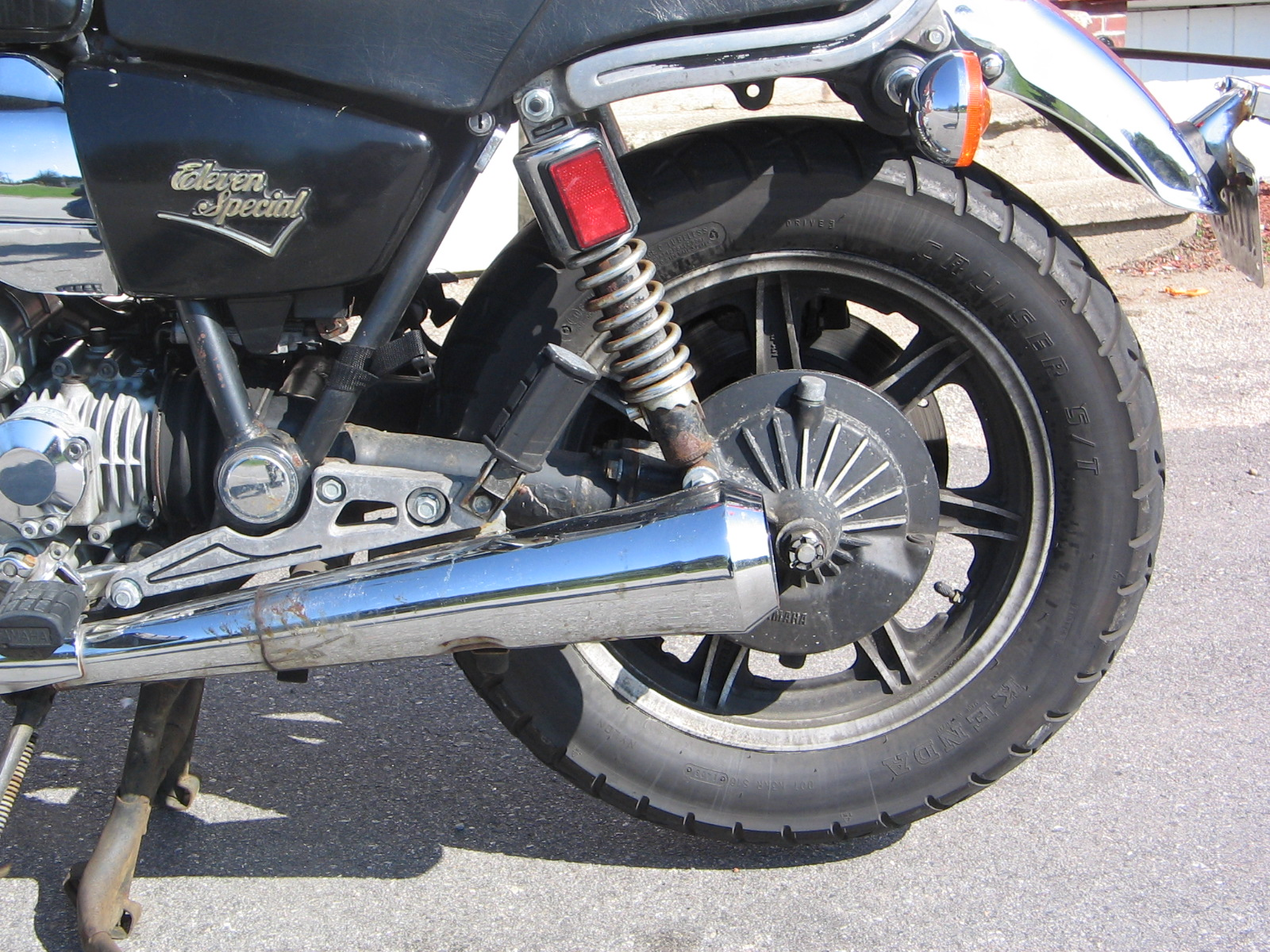
Ständersystem einer Yamaha XS Eleven

Ein Motorradständer ist eine Parkstütze für Motorräder. Motorräder haben, wie andere einspurige oder einachsige Fahrzeuge, im Stillstand keine Standfähigkeit. Durch einen Ständer entsteht ein statisch bestimmtes Dreibein, die Standfähigkeit eines abgestellten Motorrads kann so sichergestellt werden. Bis auf wenige Ausnahmen gehört bei Motorrädern ein Ständer zur Grundausstattung.

## Seitenständer
Der Seitenständer ist eine seitlich ausklappbare Stützstrebe. Er ist in der Regel zwischen Fahrzeugschwerpunkt und Hinterradnabe angeordnet. Beide Reifen bleiben am Boden, das Motorrad wird etwas abgekippt und steht zusammen mit dem Ständer auf drei Punkten. Die Seitenneigung des Motorrads wird dabei durch die Länge des Ständers und den Lenkeinschlag beeinflusst. Durch den Nachlaufwinkel des Vorderrads wird die Seitenneigung größer, wenn der Lenker zum Ständer hin eingeschlagen wird, bzw. kleiner beim Lenkereinschlag auf die andere Seite. Bei zu starker Seitenneigung kann die Last auf den Seitenständer zu groß werden, so dass er in den weichen Boden gedrückt werden kann oder sich unter Umständen verbiegt. Bei zu geringer Seitenneigung kann ein leichter Impuls (durch einen Passant oder Windstoß) genügen, dass das Motorrad auf die andere Seite umkippt.
Der Seitenständer birgt ein gewisses Gefahrenpotential, da es möglich ist, mit ausgeklapptem Seitenständer loszufahren. In einer Kurve kann der Ständer dann auf dem Boden aufstehen und so das Hinterrad anheben, was zum Sturz führen kann. Für Motorräder sind daher heute entweder Seitenständer vorgeschrieben, die bei Entlastung selbsttätig einklappen – zumeist mit Federwirkung, oder die eine Zündungsunterbrechung bewirken, sobald bei ausgeklapptem Seitenständer ein Gang eingelegt wird.

## Hauptständer
Sehr sicher steht das Motorrad (in der Ebene) auf einem zweibeinigen Hauptständer. Dieser Ständer hebt ein Rad in die Luft. Bei schwereren Fahrzeugen sind die Hauptständer mit Zusatzausstattungen versehen, die das Aufbocken erleichtern. Meist handelt es sich um einen Hebelarm, an dem der Fahrer mit dem Fuß Druck ausübt oder mit seinem Körpergewicht steht. Einzelne Motorräder haben eine Hebel- oder Seilzugmechanik (z. B. BMW C1) oder hydraulisch ausfahrbare Hauptständer.